# إي. بي. لويس
إي. بي. لويس (بالإنجليزية: E. B. Lewis)‏ هو فنان أمريكي، ولد في 16 ديسمبر 1956 في فيلادلفيا في الولايات المتحدة.

## وصلات خارجية
- الموقع الرسمي